# Олд-Беннінгтон (Вермонт)
Олд-Беннінгтон (англ. Old Bennington) — селище (англ. village) в США, в окрузі Беннінґтон штату Вермонт. Населення — 156 осіб (2020).

## Географія
Олд-Беннінгтон розташований за координатами 42°53′5″ пн. ш. 73°12′51″ зх. д. / 42.88472° пн. ш. 73.21417° зх. д. (42.884855, -73.214297).  За даними Бюро перепису населення США в 2010 році селище мало площу 0,95 км², уся площа — суходіл.

## Демографія
Згідно з переписом 2010 року, у селищі мешкало 139 осіб у 59 домогосподарствах у складі 42 родин. Густота населення становила 146 осіб/км².  Було 75 помешкань (79/км²).
Расовий склад населення:
| - 97,8 % — білих - 0,7 % — азіатів - 1,4 % — осіб інших рас |

До двох чи більше рас належало 0,0 %. Частка іспаномовних становила 2,2 % від усіх жителів.
За віковим діапазоном населення розподілялося таким чином: 20,1 % — особи молодші 18 років, 55,4 % — особи у віці 18—64 років, 24,5 % — особи у віці 65 років та старші. Медіана віку мешканця становила 52,8 року. На 100 осіб жіночої статі у селищі припадало 113,8 чоловіків;  на 100 жінок у віці від 18 років та старших — 105,6 чоловіків також старших 18 років.
Середній дохід на одне домашнє господарство  становив 102 773 долари США (медіана — 81 250), а середній дохід на одну сім'ю — 110 775 доларів (медіана — 88 750). За межею бідності перебувало 1,9 % осіб, у тому числі 0,0 % дітей у віці до 18 років та 3,1 % осіб у віці 65 років та старших.
Цивільне працевлаштоване населення становило 75 осіб. Основні галузі зайнятості: освіта, охорона здоров'я та соціальна допомога — 41,3 %, науковці, спеціалісти, менеджери — 17,3 %, мистецтво, розваги та відпочинок — 13,3 %, фінанси, страхування та нерухомість — 12,0 %.